# Choi Seo-u
Pour les articles homonymes, voir Choi.
Dans ce nom coréen, le nom de famille, Choi, précède le nom personnel.
Choi Seo-u (en coréen : 최•서우 et jusqu'en 2011 Yong-jik), né le 3 décembre 1982 à Gunsan, est un sauteur à ski sud-coréen. Il participe à cinq éditions des Jeux olympiques entre 1998 et 2018.

## Biographie
Choi prend part à sa première compétition majeure en 1998, à l'occasion des Jeux olympiques de Nagano, où il est deux fois 53e. En 1999, il saute à la Tournée des quatre tremplins, marquant son premier point pour la Coupe du monde à Innsbruck (30e).
En 2000, il est sélectionné pour la première et seule fois de sa carrière aux Championnats du monde de vol à ski à Vikersund, se classant 29e.
En 2002, ses résultats aux Jeux olympiques sont meilleurs, étant notamment 34e au petit tremplin et 8e par équipes.
Il obtient son premier top dix en Coupe continentale en 2004 à Sapporo, puis monte sur son premier podium et décroche sa première victoire à Braunlage en 2005. Non sélectionné en Coupe du monde, il doit attendre les Championnats du monde à Oberstdorf pour affronter l'élite ; il y enregistre un résultat significatif, une 22e place sur le concours individuel en petit tremplin, son meilleur placement dans un rendez-vous majeur.
Aux Jeux olympiques d'hiver de 2006, il échoue à se qualifier pour la moindre épreuve individuelle, sautant avec l'équipe pour se classer treizième.
Il renoue avec les points en Coupe du monde en décembre 2006 à Engelberg (26e). Il confirme son amélioration par deux médailles d'argent à l'Universiade sur le tremplin de Pragelato, en individuel et par équipes, puis une 25e place à Klingenthal, son meilleur résultat dans la Coupe du monde et une 23e position aux Championnats du monde 2007 à Sapporo sur le grand tremplin.
Au Grand Prix d'été 2007, il s'illustre dans une compétition avec l'élite du saut à Hakuba, terminant huitième et neuvième.

## Palmarès

### Jeux olympiques
| Épreuve / Édition | Nagano 1998 | Salt Lake City 2002 | Turin 2006 | Sotchi 2014 | Pyeongchang 2018 |
| Petit tremplin    | 53e         | 34e                 | —          | 34e         | 41e              |
| Grand tremplin    | 53e         | 46e                 | —          | 39e         | 45e              |
| Par équipes       | 13e         | 8e                  | 13e        | 11e         | 12e              |

### Championnats du monde
| Épreuve / Édition | Épreuve / Édition | Ramsau 1999 | Oberstdorf 2005 | Sapporo 2007 | Falun 2015 |
| Petit tremplin    | Petit tremplin    | 44e         | 22e             | 44e          | 36e        |
| Grand tremplin    | Grand tremplin    | 58e         |                 | 23e          | 38e        |
| Par équipes       | PT                |             | 10e             |              |            |
| Par équipes       | GT                |             | 13e             |              | 11e        |

Légende : PT = petit tremplin, GT = grand tremplin

### Championnats du monde de vol à ski
| Épreuve / Édition | Vikersund 2000 |
| Individuel        | 29e            |

### Coupe du monde
- Meilleur classement général : 72e en 2007.
- Meilleur résultat individuel : 25e.

#### Classements en Coupe du monde
| Année | Classement général final |
| 1999  | 101e                     |
| 2007  | 73e                      |
| 2015  | 82e                      |

### Universiades
- Zakopane 2001 :
  -  Médaille d'argent par équipes.
- Turin 2007 :
  -  Médaille d'argent en individuel.
  -  Médaille d'argent par équipes.
- Harbin 2009 :
  -  Médaille d'or par équipes.

### Jeux asiatiques
- Aomori 2003 :
  -  Médaille d'or par équipes.
- Almaty 2011 :
  -  Médaille de bronze par équipes.
- Sapporo 2017 :
  -  Médaille de bronze par équipes.

### Coupe continentale
- 4 podiums, dont 1 podium.